# Afrička razvojna banka
Afrička razvojna banka (AfDB ili ADB) ili Banque Africaine de Développement (BAD) je multilateralna institucija za finansiranje razvoja. AfDB je osnovana 1964. godine i sastoji se od tri entiteta: Afričke razvojne banke, Afričkog razvojnog fonda i Nigerijskog povereničkog fonda. Misija AfDB-a je borba protiv siromaštva i poboljšanje životnih uslova na kontinentu promovisanjem ulaganja javnog i privatnog kapitala u projekte i programe koji će verovatno doprineti ekonomskom i socijalnom razvoju regiona. AfDB je pružalac finansijskih usluga afričkim vladama i privatnim kompanijama koje ulažu u regionalne zemlje članice regiona (RMC). Iako je prvobitno sedište bilo u Abidžanu, Obala Slonovače, sedište banke je privremeno bilo preseljeno u Tunis u Tunisu 2003. godine zbog građanskog rata u Obali Slonovače; pre povratka u Abidžan u septembru 2014. godine.

## Istorija
Nakon okončanja kolonijalnog perioda u Africi, rastuća želja za većim jedinstvom na kontinentu dovela je do uspostavljanja dva nacrta povelja, jedne za uspostavljanje Organizacije afričkog jedinstva (osnovane 1963. godine, kasnije zamenjene Afričkom unijom), i za regionalnu razvojnu banku.
Nacrt sporazuma podnet je najvišim afričkim zvaničnicima, a zatim i Konferenciji ministara finansija o osnivanju Afričke banke za razvoj. Ovu konferenciju sazvala je Ekonomska komisija Ujedinjenih nacija za Afriku (UNECA) u Kartumu, Sudan, od 31. jula do 4. avgusta. Ovde su sporazum o osnivanju Afričke banke za razvoj (AfDB) potpisale dvadeset i tri afričke vlade 4. avgusta 1963. Sporazum je stupio na snagu 10. septembra 1964.
Osnivački sastanak Odbora guvernera Banke održan je od 4. do 7. novembra 1964. u Lagosu, Nigerija. Sedište Banke otvoreno je u Abidžanu, Obala Slonovače, marta 1965. godine, a poslovanje Banke započelo je 1. jula 1966. Od februara 2003. godine, banka je radila iz svoje Agencije za privremeno preseljenje u Tunisu, Tunis, zbog prevladavajućeg političkog sukoba u Obali Slonovače u to vreme. Banka je uspela da se vrati u svoje prvobitno sedište u Abidžanu krajem 2013. godine kada je politička kriza završena. Do juna 2015. godine, preko 1.500 zaposlenih se vratilo u sedište banke u Abidžanu od više od 1.900 zaposlenih u Banci.
Iako su prvobitno samo afričke države mogle da se pridruže banci, ona je od 1982. dozvolila ulazak i neafričkim zemljama.
Od svog osnivanja, AfDB je finansirala 2.885 operacija, ukupno 47,5 milijardi dolara. Godien 2003, ona je dobio AAA rejting od glavnih agencija za finansijski rejting i imala je kapital od 32,043 milijarde dolara. U novembru 2019. godine kapital banke je prijavljen kao 208 milijardi dolara.

## Entiteti grupe
Grupa Afričke razvojne banke ima još dva entiteta: Afrički fond za razvoj (ADF) i Nigerijski poverenički fond (NTF).

### Afrički razvojni fond
Osnovan 1972. godine, Afrički razvojni fond započeo je sa radom 1974. godine. Konvencija Ujedinjenih nacija za borbu protiv dezertifikacije (UNCCD) 2004. Afričkog razvojnog fonda više nije dostupna (2006). ADB obezbeđuje finansiranje razvoja pod koncesijama RMC-a sa niskim prihodima, koji nisu u mogućnosti da se zadužuju pod nekoncesijskim uslovima AfDB. U skladu sa strategijom pozajmljivanja, smanjenje siromaštva je glavni cilj aktivnosti ADF-a. Dvadeset i četiri neafričke zemlje, zajedno sa AfDB, čine trenutno članstvo banke. Najveći akcionar ADF-a je Ujedinjeno Kraljevstvo, sa približno 14% ukupnih radnih udela, zatim Sjedinjene Države sa približno 6,5% ukupnih akcija sa pravom glasa, a sledi Japan sa približno 5,4%. Banka Federalnih rezervi Njujorka određena je kao banka deponent fonda prema telegrafima poslatim iz američke ambasade u Abidžanu 1976. godine.
O opštem poslovanju ADF-a odlučuje Odbor direktora, od kojih šest imenuju neafričke države članice, a šest imenuje AfDB iz redova regionalnih izvršnih direktora banke.
Izvori ADF-a uglavnom su prilozi i periodične zamene neafričkih država članica. Fond se obično dopunjuje svake tri godine, osim ako države članice ne odluče drugačije. Ukupne donacije na kraju 1996. godine iznosile su 12,58 milijardi dolara. ADF pozajmljuje bez kamatne stope, sa godišnjom naknadom za uslugu od 0,75%, naknadom za obaveze od 0,5% i 50-godišnjim periodom otplate, uključujući 10-godišnji grejs period. Deseta nadopuna ADF-a Ujedinjenog Kraljevstva odvila se 2006. godine.

## Upravljanje i kontrola
AfDB kontroliše Odbor izvršnih direktora, koji čine predstavnici zemalja članica. Moć glasanja u Odboru podeljena je prema veličini udela svakog člana, trenutno 60% -40% između afričkih (ili „regionalnih”) zemalja i „neregionalnih” zemalja članica („donatora”). Najveći akcionar Afričke razvojne banke je Nigerija sa skoro 9 odsto glasova. Sve države članice AfDB-a predstavljene su u Odboru izvršnih direktora AfDB-a.
Dr Akinvumi Ajodeji Adesina je osmi izabrani predsednik Grupe Afričke banke za razvoj. On je položio zakletvu 1. septembra 2015, i predsedava odborima Afričke razvojne banke i Afričkog razvojnog fonda. Dr Adesina je bila ministar poljoprivrede i ruralnog razvoja Nigerije od 2011. do 2015. godine.
Vlade članica u AfDB-u zvanično predstavlja njihov ministar finansija, planiranja ili saradnje koji sedi u Odboru guvernera AfDB-a. Guverneri AfDB sastaju se jednom godišnje (na godišnjim sastancima AfDB svakog maja) kako bi doneli glavne odluke o rukovodstvu institucije, strateškim pravcima i upravnim telima. Guverneri obično imenuju predstavnika iz svoje zemlje koji će služiti u kancelarijama odbora izvršnih direktora AfDB-a.
Tekuće odluke o tome koje zajmove i grantove treba odobriti i koje politike treba da vode rad AfDB-a donosi Odbor izvršnih direktora. Svaka država članica je predstavljena u Odboru, ali njihova glasačka moć i uticaj se razlikuju u zavisnosti od monetarnog iznosa koji doprinose AfDB-u.
U junu 2020. godine odbor AfDB-a saglasio se izvrši revizija Adesinog upravljanja bankom. Adesina je ponovo izabran u avgustu 2020. On je jednoglasno izabran za drugi petogodišnji mandat 27. avgusta 2020.

## Funkcije
Primarna funkcija AfDB-a je davanje zajmova i ulaganja kapitala za društveno-ekonomski napredak regionalnih zemalja članica. Drugo, banka pruža tehničku pomoć za razvojne projekte i programe. Treće, ona promoviše ulaganje javnog i privatnog kapitala za razvoj. Četvrto, banka pomaže u organizovanju razvojnih politika regionalnih članica. Od AfDB se takođe zahteva da posveti posebnu pažnju nacionalnim i multinacionalnim projektima koji su potrebni za promociju regionalne integracije.

## Status
AfDB promoviše ekonomski razvoj i socijalni napredak svojih regionalnih članica u Africi, i banka godišnje investira u afričke zemlje približno 3 milijarde dolara. Njeno relativno malo kreditiranje i tendencija da sledi stope istaknutijih javnih institucija poput Svetske banke, ima za posledicu da je Afrička razvojna banka privukla malo interesovanja među organizacijama civilnog društva, kao i u akademskoj zajednici.
AfDB naglašava ulogu žena zajedno sa obrazovnim reformama, i pružio je podršku ključnim inicijativama poput smanjenja duga za teško zadužene siromašne zemlje i Novog partnerstva za razvoj Afrike (NEPAD).

## Godišnje konferencije Afričke razvojne banke
Četvrta godišnja konferencija Afričke razvojne banke (AfDB) izvan Afrike održana u Indiji (Gandinagar, Gudžarat) 22. i 26. maja 2017. godine. Ovaj događaj je svečano otvorio indijski premijer Narendra Modi. Prethodne konferencije van Afrike bile su u Španiji, Kini i Portugalu.

## Literatura
- African Development Bank Group,(2006), Topics, HIV/AIDS from http://www.afdb.org/portal/page?_pageid=473,970125&_dad=portal&_schema=PORTAL Архивирано 2007-02-10 на сајту
- „About the African Development Institute”. African Development Bank. 5. 11. 2018. Архивирано из оригинала 21. 02. 2020. г.
- „Amendment of ISO 4217 on 07 april 2011” (PDF). Архивирано из оригинала (PDF) 2014-05-17. г. Приступљено 14. 6. 2014.